# 福井鐵道F1000型電車
福井鐵道F1000型電車（日语：／ Fukui Tetsudō F1000-gata densha）是福井鐵道的福武線使用的路面電車車輛，其暱稱為「FUKURAM」。F1000型是由福武鐵道於2013年至2016年間引進的電車，並在2013年3月31日將首輛編組投入使用。本型車除了在福武線上運轉外，也自2016年3月27日開始在越前鐵道三國蘆原線上的田原町站至鷲塚針原站間（鳳凰田原町線）進行直通運轉。而本型車也在2014年獲得鐵道友之會頒發的桂冠獎。

## 導入背景
福武鐵道的福武線是連結福井縣的越前市、鯖江市及福井市的鐵道路線，其中位於福井市內的部分路段為行駛在道路上的混合路權軌道。過去該路線使用的車輛多為大型的高底盤電車，因此在混合路權軌道的電車站停靠時，車門和車站的月台間會產生相當大的落差。為解決該問題，福井鐵道在2005年向名古屋鐵道購入因美濃町線和田神線廢線而遭到淘汰的名鐵Mo 770型電車、Mo 800型電車和Mo 880型電車，並於隔年將上述電車陸續投入使用。而福武線各車站的月台在進行高度降低的改造工程後也成為低高度月台。但因為福武線在通勤和通學的尖峰時段需要較高的載客量，因此福武鐵道保留包含福井鐵道200型電聯車在內的部分大型高底盤電車，並讓上述電車繼續運行。
2007年9月，福武鐵道因財政狀況惡化而使福武線的存廢問題浮上檯面。在福井鐵道請求提供財政支援後，福井縣、越前市、鯖江市及福井市政府與該公司和名鐵展開協商，並在2008年5月成立活化福武線的聯合協議會。同年12月，福武線沿線的企業等組織全數接手名鐵持有的福井鐵道股份，以改變福井鐵道的經營體制。2009年2月，聯合協議會制定「福井鐵道福武線地域公共交通綜合聯合計畫」，並且作為依據地域公共交通活性化再生法的鐵道事業再構築實施計畫獲得日本政府的核准。該計畫的實施期間自2008年3月持續至2018年3月，並且由日本政府、福井縣和福武線沿線行政區提供高達55億2700萬日圓的財政援助金；而福武鐵道則將獲得的補助金用於鐵道設備的更新、日常維護及修繕和徵生鐵道用地。同時上述計畫包含引進4輛新型車輛，以取代福武線上自2006年後仍在運轉的大型高底盤電車，並實現電車無障礙化的目標。
在確定引進新型車輛後，福井鐵道與福井縣政府開始選擇新型車輛的製造商和車型；而商討過程中也包含當時正與福井鐵道討論直通運轉的越前鐵道，其目的在於降低車輛的調度成本和方便營運及維修。最終福井鐵道決定採用由新潟運輸系統製造的100%低底盤電車，並且選擇3節車廂連結運轉的車型。

## 規格與構造

### 車體
F1000型電車是採用Bremen型的底盤和Incentro車身設計的超低底盤電車，也是該公司首度製造帶有中間車廂的3節車廂3台轉向架的車輛。車體採用耐候鋼板打造，除方便維修外也提升車體的耐久性；車頂與車廂地板則使用不鏽鋼板。車頭使用纖維強化塑膠打造，並統一車體、車門及玻璃窗戶等構造的曲率，使整輛編組在視覺上呈現一體成型的效果。
本型車的前頭車長度為8.82m，中間車的長度為7.68m，整個編組的總長度則為27.16m。車體最大寬度為2.65m，較新潟運輸系統製造的其他超低底盤電車寬約25cm。由於當時福武線上仍有許多大型的高底電車仍在運行，因此其車輛界限較一般的路面電車還要寬。而本型車的車體高度為3.437m，編組的總重量則為37噸。
在單一編組的3節車廂中，靠近武生新站方向的前頭車被稱為「A車」，往田原町站方向的前頭車稱為「B車」，中間車則稱為「C車」。而車輛的編號則是從最靠近武生新站方向的車輛依順序進行標記，如第一編組中靠近武生新站方向的前頭車為「F1001-1」，中間車為「F1001-2」，往田原町站方向的前頭車則為「F1001-3」。車門為電動的雙開式內嵌式門，並在電車的兩側各設置4道車門。列車在停靠無人站時，最前端的車門作為旅客下車的專用車門，其後方的第2道和第3道車門為上車專用的車門，最後1道車門則維持關閉。

### 客室設備
F1000型電車從軌道上方至車廂地板的高度為39cm（客室內通道區域），車門的踏階處則降低至33cm，以減少乘客在上下車時與月台之間的高低落差。座位配置以對坐式的座椅為主，並且集中在車廂的中央區域；車廂連接處附近的車門則設有長條式座椅。其中C車靠近Ｂ車側的長條座椅為可折疊式的座椅，並兼具放置輪椅的無障礙空間。內裝則採用與車體外觀相襯的明亮配色，並使用降低耗電量的LED燈具。

## 運轉

### 第1編組（F1001）
本型車的第1編組於2013年3月12日搬運至北府站附近的車輛工廠，其製造費用約為3億1700萬日圓。該編組也是福井鐵道自1962年導入福井鐵道200型電聯車以來，時隔50年再度引進的新型電車，並且於3月27日交付給福井鐵道。同年的3月30日，F1001電車舉行試乘會，並於隔日（3月31日）在越前武生站（現武生新站）舉行發車典禮後正式投入使用。
第1編組的塗裝以橘色為主，車體下半部則搭配銀色的條紋。該塗裝是福井鐵道在2012年9月舉辦的「新型車輛設計總選舉」中由福井縣民票選出來的最終方案，並在總票數6606票中獲得超過3成的支持率（2028票）。該編組在投入使用後受到福井縣民的關注，特別是在投入使用1個月後的黃金周期間，因福武線沿線舉辦諸多活動，故採用3輛車輛為1個編組的電車幾乎滿載。而受惠於黃金周期間帶來的人潮，福井鐵道在2013年4月至8月的乘客總人數較2012年同期增加約6萬3千人，其成長幅度達8.7%。

### 第2編組（F1002）
第2編組於2015年2月5日搬運至福井鐵道的車輛工廠，其製造費用約為3億1千萬日圓。F1002電車的車體塗裝使用象徵著福井縣天空與海洋的藍色，並且也在車體下半部搭配銀色的條紋。車廂內也進行部分設備的改良，包括調整天花板扶手的位置，以及增加座椅的厚度，以提升乘客乘坐時的舒適度。F1002電車於同年的2月17日完工後交付給福井鐵道，並於2月18日投入營運。而福井鐵道200型電聯車的201編組隨著F1002電車的引入，而於2015年1月廢車並完成拆解工程。
2015年10月15日早上，F1002電車在木田四辻站（後於2016年3月改名為商工會議所前站）附近的鳳凰通上發生脫軌事故。事故發生後福武線全日停駛，並於隔日恢復運轉；但福井鐵道為確認F1000型電車在行駛中能保持安全，因此暫停F1001及F1002電車的運轉。12月31日，F1002電車時隔2個半月再度投入使用，而F1001電車則在完成定期檢查後恢復運轉。

### 第3編組（F1003）
第3編組於2016年3月27日搬運至福井鐵道的車輛工廠。F1003電車的車體塗裝採用象徵著福井線自然的明亮綠色，並且以新芽的意象傳達對未來的希望；而第3編組的電車規格除塗裝外皆與第2編組相同。F1003電車於同年的3月20日交付給福井鐵道，並於當日投入使用。而福井鐵道200型電聯車的202編組隨著F1003電車的引入而報廢，203編組也在同年2月停止使用後決定不再投入營運。

### 第4編組（F1004）
第4編組於2016年12月22日搬運至福井鐵道的車輛工廠，其製造費用約為3億3千萬日圓。F1004電車的車體塗裝採用象徵著福井線春天的櫻色和銀色的條紋，其設計理念表達出人與人之間互相連結的溫柔與愛情。F1004電車於同年的12月29日完工後交付給福井鐵道，並在當日投入使用。而福井鐵道600型電車的610編組隨著F1004電車的引入而在2018年3月報廢。
2022年12月，F1000型電車其餘編組的集電弓出現故障，且因為福井鐵道沒有備用的集電弓可進行更換，因此便從當時因車門故障而停止營運的F1004電車上拆下集電弓作為替代品。而因為第4編組沒有集電弓，因此在2023年8月從德國運來全新打造的集電弓前，該編組處於長期停駛的狀態。隨後F1004電車於同年的9月1日恢復使用。

### 暱稱
福井鐵道在舉辦完F1001電車塗裝的票選活動後，也向福井縣民募集F1000型電車的暱稱，並在260件投稿中選擇「FUKURAM」作為本型車的暱稱。該暱稱是將「FUKUI」（福井）與路面電車的英文「TRAM」結合而成的詞語，象徵著以福井鐵道為中心而蓬勃發展的城市，以及隨之而擴大的當地居民的生活、希望與夢想。而「FUKURAM」一詞也因其語感和日語相似而令人產生親切感和認同感，故最終被選為本型車的暱稱。

## 與越前鐵道的直通運轉
2016年3月27日，福井鐵道的福武線和越前鐵道三國蘆原線的田原町站至鷲塚針原站路段開始進行直通運轉，而該路段被稱為「鳳凰田園町線」。福井鐵道使用F1000型電車進行直通運轉，越前鐵道則使用該公司為配合直通運轉而引引進的新型車輛越前鐵道L型電車。L型電車同樣是由新潟運輸系統製造的超低底盤電車，其基本性能與本型車相同。而越前鐵道在引入該型電車後開始與福井鐵道共用電車的維修零件。
福井鐵道在與越前鐵道的直通運轉初期，僅將F1000型電車中的第1和第2編組投入使用；而在直通運轉前一個禮拜才剛引進的第3編組則未預定投入使用。本型車在進行車輛檢修時，通常會由福井鐵道Mo 770型電車代為運轉，但Mo 770型電車的載客量少於本型車及越前鐵道L型電車；而為了解決該問題，福井鐵道制訂將第3編組改造成可與越前鐵道直通運轉的計畫，並在第4編組引進之前完成改造工程。
本型車的第4編組最初也無法與越前鐵道直通運轉，但因為高底盤的770型電車對於高齡者及身心障礙者在上下車時造成不便，因此該編組也在後來進行可與越前鐵道直通運轉的改造工程。自2017年9月上旬以後，Mo 770型電車正式停止使用，兩間鐵道公司之間的直通運轉列車全部改由本型車與L型電車負責運轉。